# Кез, Валерий Викторович
Валерий Викторович Кез (бел. Валерый Віктаравіч Кез) — белорусский военный деятель, заместитель, первый заместитель председателя Комитета государственной безопасности Республики Беларусь по контрразведывательной деятельности.

## Биография
Родился в д. Рубель Столинского района Брестской области.
Участник Афганской войны, был заместителем начальника особого отдела КГБ СССР по 40-й армии
С 1988 года — заместитель начальника особого отдела КГБ СССР по 28-й армии Белорусского военного округа. До 1991 года работал начальником особого отдела КГБ по 28-й армии Белорусского военного округа.
С 19 июня 1992 года по 28 июля 1994 года работал заместителем Председателя КГБ Республики Беларусь — начальником управления военной контрразведки КГБ Республики Беларусь.
С 28 июля 1994 года по 20 декабря 1995 года — первый заместитель Председателя КГБ Республики Беларусь.
Отдал приказ о применении силы в ночь с 11 на 12 апреля 1995 года в отношении 19 депутатов Верховного Совета Республики Беларусь 12 созыва, находившихся в Овальном зале Дома правительства, которые объявили голодовку против референдума об отмене бело-красно-белого флага и герба «Погоня» в качестве государственных символов, ликвидации статуса белорусского языка как единственного государственного, экономической интеграции с Россией и права президента распускать парламент
С 20 декабря 1995 года по 15 февраля 1996 года работал первым заместителем Государственного секретаря Совета Безопасности Республики Беларусь.
В 1996 году переехал в Москву, работал советником председателя правления Газпромбанка. Является соучредителем межрегиональной общественной организации «Ветераны военной контрразведки» и регионального благотворительного общественного фонда «Служение Отечеству».
В 2001 году участвовал в движении «За новую Беларусь», ставящем целью не допустить переизбрания на второй президентский срок действующего главу государства Александра Лукашенко. В. В. Кез в то время заявлял, что «каждый год пребывания Лукашенко у власти все дальше и дальше отодвигает нас от создания богатого, демократического государства и все больше приближает к единоличной диктатуре наподобие уже существующих в отдельных государствах бывшего СССР».

## Награды
- орден Красной Звезды

## Память
- В музее воина-интернационалиста Рубельской средней школы в Рубеле отдельный стенд посвящен В. В. Кезу.